# Relaciones Estados Unidos-Guinea
Las relaciones Estados Unidos-Guinea son las relaciones diplomáticas entre Estados Unidos y Guinea.
De acuerdo con el Informe de Liderazgo Global de EE. UU. de 2012, el 89% de los guineanos aprueban el liderazgo de los EE. UU., con un 8% de desaprobación y un 3% de incertidumbre, la opinión más favorable de los EE. UU. en la totalidad de África y el mundo en el momento.

## Historia
Los Estados Unidos mantienen estrechas relaciones con Guinea. La política de los Estados Unidos busca alentar las reformas democráticas de Guinea, su contribución positiva a la estabilidad regional y el desarrollo económico y social sostenible. Los Estados Unidos también buscan promover una mayor inversión privada de los Estados Unidos en la economía emergente de Guinea.
La Misión de los Estados Unidos en Guinea está compuesta por cinco agencias: Departamento de Estado, Agencia de los Estados Unidos para el Desarrollo Internacional (USAID), Cuerpo de Paz, Departamento del Tesoro de los Estados Unidos y el  Departamento de Defensa. Además de proporcionar toda la gama de funciones diplomáticas, la Misión de los Estados Unidos también administra un programa de asistencia militar que proporcionó cerca de $ 331.000 para educación militar, profesionalización y programas de capacitación en idiomas.
USAID Guinea es ahora una de las cinco misiones de desarrollo sostenible en África Occidental, con áreas de programas básicos actuales en educación primaria, salud familiar, democracia y gobernabilidad, y gestión de recursos naturales.
Después de una suspensión temporal debido a disturbios políticos en todo el país a principios de 2007, el programa Peace Corps en Guinea reanudó sus operaciones a fines de julio. Antes de la suspensión, el Cuerpo de Paz tenía más de 100 voluntarios en todo el país, y el programa está aumentando gradualmente su número nuevamente. Los voluntarios trabajan en cuatro áreas del proyecto: educación secundaria, medio ambiente / agroforestal, salud pública y VIH/SIDA prevención, y desarrollo de pequeñas empresas. Guinea también ha tenido un programa fuerte Crisis Corps durante los últimos años.
Los principales funcionarios de los Estados Unidos incluyen:
- Embajador - Patricia Moller

Hay una Embajada de los Estados Unidos ubicada en Koloma, Conakry, Guinea.